# Petalocephala raniceps
Petalocephala raniceps är en insektsart som beskrevs av Jacobi 1912. Petalocephala raniceps ingår i släktet Petalocephala och familjen dvärgstritar. Inga underarter finns listade i Catalogue of Life.